# Heksaeder
Heksaeder je poljubni polieder, ki ima šest stranskih ploskev. Kot zgled je najbolj primerna pravilna kocka, ki ima tri kvadrate okoli vsakega oglišča.
Obstaja sedem topološko različnih konveksnih heksaedrov. Eden med njimi obstaja v dveh zrcalnih oblikah. Dva poliedra sta "topološko različna" kadar imata različno razporeditev stranskih ploskev in oglišč tako, da ne moremo spremeniti enega v drugega samo s spremembo robov ali kotov med robovi in stranskimi ploskvami. V nadaljevanju za opis stranskih ploskev glej konfiguracija oglišča.
| Heksaedri s štirikotnimi stranskimi ploskvami 6 stranskih ploskev, 12 robov, 8 oglišč | Heksaedri s štirikotnimi stranskimi ploskvami 6 stranskih ploskev, 12 robov, 8 oglišč                                    | Heksaedri s štirikotnimi stranskimi ploskvami 6 stranskih ploskev, 12 robov, 8 oglišč | Heksaedri s štirikotnimi stranskimi ploskvami 6 stranskih ploskev, 12 robov, 8 oglišč | Heksaedri s štirikotnimi stranskimi ploskvami 6 stranskih ploskev, 12 robov, 8 oglišč | Heksaedri s štirikotnimi stranskimi ploskvami 6 stranskih ploskev, 12 robov, 8 oglišč |
| ------------------------------------------------------------------------------------- | --- | ------------------------------------------------------------------------------------- | ------------------------------------------------------------------------------------- | ------------------------------------------------------------------------------------- | ------------------------------------------------------------------------------------- |
| paralelepiped (trije pari paralelogramov)                                             | romboeder (trije pari rombov)                                                                                            | tristrani trapezoeder (šest skladnih rombov)                                          | kvader (trije pari pravokotnikov)                                                     | kocka (šest kvadratov)                                                                | štiristrana prisekana piramida (dva različna kvadrata in štirje trapezi)              |
| Ostali                                                                                | |                                                                                       |                                                                                       |                                                                                       |                                                                                       |
| tristrana bipiramida 36 stranske ploskve 9 E, 5 V                                     | štiristrani antiklin. kiralni – obstaja v "levo" in "desno" sučni zrcalni obliki. 4.4.3.3.3.3 stranske ploskve 10 E, 6 V | 4.4.4.4.3.3 stranske ploskve 11 E, 7 V                                                | petstrana piramida 5.35 stranske ploskve 10 E, 6 V                                    | 5.4.4.3.3.3 stranske ploskve 11 E, 7 V                                                | 5.5.4.4.3.3 stranske ploskve 12 E, 8 V                                                |

Obstajajo tudi topološko različni heksaedri, ki jih lahko naredimo kot konkavne oblike:
| Konkavne oblike                        | Konkavne oblike                        | Konkavne oblike                        |
| -------------------------------------- | -------------------------------------- | -------------------------------------- |
| 4.4.3.3.3.3 stranske ploskve 10 E, 6 V | 5.5.3.3.3.3 stranske ploskve 11 E, 7 V | 6.6.3.3.3.3 stranske ploskve 12 E, 8 V |